# خسروشیرین
خسروشیرین یکی از روستاهای بسیار خوش آب و هوای ایران در شهرستان آباده از توابع استان فارس است. این دهستان در گذشته به شهرستان اقلید تعلق داشت اما در سال ۱۳۸۶ بنا به درخواست مردم از دولت و رئیس جمهور وقت که در آن سال به استان فارس سفر کرده بودند به دلیل نزدیک بودن دهستان به شهرستان آباده نسبت به شهرستان اقلید و سهولت در رفت و آمد و انجام امور اداری از اقلید منتزع و به آباده الحاق گردید که این موضوع سبب وقوع تظاهرات در اقلید و ایجاد روابط خصمانه بین مردم اقلید و آباده شد. آب و هوای این روستا به دلیل قرارگیری در دامنه‌های زاگرس، کوهستانی و دارای زمستان‌های سرد و تابستان‌های معتدل است و در نتیجه برای ساکنان مناطق اطراف، جذابیت زیادی دارد تا اوقات فراغت خود را در سایهٔ درختان این روستا و در کنار رودخانه‌های آن بگذرانند. جمعیت این روستا در حدود ۳٬۵۰۰ نفر است و از نظر کنترل جمعیت در وضعیت مطلوبی قرار دارد. وجود چشمه‌سارهای پر آب و زلال و رودهای خسروشیرین، جذب گردشگران زیادی از اقصی نقاط کشور را به همراه دارد. اخیراً نیز این روستا به عنوان روستای هدف گردشگری قلمداد شده‌است. این روستا بخشی از دهستان خسروشیرین است.
روستا و نواحی پیرامون آن، به دلیل میانگین بارش سالیانه‌ی بالا، از تأمین‌کنندگان اصلی آب مزارع کشاورزی و همچنین آشامیدنی است، چشمه‌های آب زلالش سرچشمهٔ رود کر را تشکیل می‌دهد. خسروشیرین یکی از خوش آب و هوا ترین روستای‌های ایران به خصوص برای گردش تابستانه است. با وجود کوچک بودن محدوده و قلمرو، دارای جاذبه‌های فراوانی است.

## زبان
مردم این روستا به زبان لری روان گویش دارند.